# Самміт (Оклахома)
Самміт (англ. Summit) — місто (англ. town) в США, в окрузі Маскогі штату Оклахома. Населення — 108 осіб (2020).

## Географія
Самміт розташований за координатами 35°40′4″ пн. ш. 95°25′18″ зх. д. / 35.66778° пн. ш. 95.42167° зх. д. (35.667834, -95.421782).  За даними Бюро перепису населення США в 2010 році місто мало площу 2,12 км², уся площа — суходіл.

## Демографія
Згідно з переписом 2010 року, у місті мешкало 139 осіб у 51 домогосподарстві у складі 38 родин. Густота населення становила 66 осіб/км².  Було 65 помешкань (31/км²).
Расовий склад населення:
| - 75,5 % — чорних або афроамериканців - 17,3 % — білих - 5,0 % — корінних американців |

До двох чи більше рас належало 2,2 %. Частка іспаномовних становила 0,0 % від усіх жителів.
За віковим діапазоном населення розподілялося таким чином: 25,9 % — особи молодші 18 років, 60,4 % — особи у віці 18—64 років, 13,7 % — особи у віці 65 років та старші. Медіана віку мешканця становила 43,5 року. На 100 осіб жіночої статі у місті припадало 69,5 чоловіків;  на 100 жінок у віці від 18 років та старших — 83,9 чоловіків також старших 18 років.
Середній дохід на одне домашнє господарство  становив 36 320 доларів США (медіана — 26 750), а середній дохід на одну сім'ю — 45 929 доларів (медіана — 42 500). За межею бідності перебувало 39,6 % осіб, у тому числі 53,8 % дітей у віці до 18 років та 37,5 % осіб у віці 65 років та старших.
Цивільне працевлаштоване населення становило 52 особи. Основні галузі зайнятості: освіта, охорона здоров'я та соціальна допомога — 34,6 %, роздрібна торгівля — 15,4 %, публічна адміністрація — 9,6 %, фінанси, страхування та нерухомість — 5,8 %.